# Gà so vòng cổ nâu
Gà so ngực gụ hay còn gọi là gà so cổ hung hoặc gà so vòng cổ nâu (danh pháp hai phần: Arborophila charltonii) là một loài chim định cư thuộc họ Trĩ. Loài này phân bố ở Indonesia, Malaysia, Myanmar, Thái Lan và Việt Nam. Môi trường sống tự nhiên là khu vực rừng ẩm thấp cận nhiệt đới và nhiệt đới. Gà so ngực gụ đang bị đe dọa môi trường sống .

## Mô tả
Kích thước trung bình 30 cm (chiều dài từ mút mỏ đến cuối đuôi theo đường thẳng).
Chim trưởng thành ở phần trên cơ thể, sườn và hai bên có nhiều vảy màu đen nhỏ; cánh không có điểm đen; ngực có dải màu nâu sẫm; ngực trên có dải màu nâu ôliu; ngực dưới và bụng trên nâu sẫm; lông bao tai có màu nâu ôliu đến nâu hạt dẻ. Chân có màu từ vàng đến xanh.